# Piezoeletricidade
Piezoeletricidade é a capacidade de alguns cristais gerarem tensão elétrica por resposta a uma pressão mecânica. O termo piezoeletricidade provém do grego piezein, que significa apertar/pressionar. Referente à geração de corrente elétrica, juntou-se a designação eletricidade, de modo que piezoeletricidade é interpretado como a produção de energia elétrica devido à compressão sobre determinados materiais .

## Mecanismo

Um disco piezoelétrico gera uma diferença de potencial quando deformado.

O efeito piezoelétrico é entendido como a interação eletromecânica linear entre a força mecânica e o estado elétrico (forças de Coulomb) em materiais cristalinos (cerâmicos, polímeros).
O efeito piezoelétrico é um processo reversível em que os materiais exibem o efeito piezoelétrico direto (a geração interna de carga elétrica resultante de uma força mecânica aplicada), mas também exibem o efeito piezoelétrico reverso (a geração interna de uma tensão mecânica resultante de um campo elétrico aplicado). Por exemplo, os cristais de titanato zirconato de chumbo irão gerar piezoeletricidade mensurável quando a sua estrutura estática é deformada por cerca de 0,1% da dimensão inicial. Por outro lado, esses mesmos cristais mudam cerca de 0,1% da sua dimensão estática quando um campo elétrico externo é aplicado ao material. Como exemplo, o efeito piezoelétrico inverso é usado na produção de ondas de ultrassom.

## Cristais
Utilizando argumentos referentes à simetria, o efeito piezoelétrico não existe em materiais que apresentam simetria central, e desta forma, podem ser polarizados, ou seja, a piezoeletricidade pode ser explicada pela assimetria de polarização iônica. Porém, elementos puros, tais como selênio (Se) e telúrio (Te) também exibem a propriedade de piezoeletricidade. Nestes casos, a polarização elétrica induzida é atribuída à distribuição eletrônica, que é alterada pela ação externa.
Considerando as trinta e duas classes de cristais catalogadas, 21 não são centrossimétricas (não possuem centro de simetria); vinte destes exibem piezoeletricidade direta; dez destes representam as classes de cristal polares, que mostram uma polarização espontânea, sem estresse mecânico devido a um momento de dipolo elétrico permanente. Se o momento de dipolo puder ser revertido por meio da aplicação de um campo elétrico externo, então o material é considerado ferroelétrico.
Para cristais polares, para os quais o momento de dipolo P diferente de zero se mantém sem se aplicar uma carga mecânica, o efeito piezoelétrico manifesta-se alterando a magnitude ou a direção do vetor momento de dipolo ou ambos. Para os cristais não-polares, mas piezoelétricos, a polarização diferente de zero é apenas induzida pela aplicação de uma carga mecânica. Para eles, a tensão pode ser imaginada para transformar o material a partir de uma classe de cristal não polar (P = 0) para uma polar, para a qual P ≠ 0.
A maioria dos cristais não possui propriedades piezoelétricas. O mais importante cristal natural que possui esta propriedade é o quartzo. Além deste, pela facilidade de sintetização, os cristais utilizados são cerâmicas à base de, por exemplo, titanato de bário ou zirconato de chumbo.

## Descrição matemática
A piezoelectricidade é uma combinação de efeitos do comportamento elétrico do material:
{\displaystyle D=\varepsilon E+eS\;}
Nessa equação, D é o deslocamento elétrico, ε é a permissividade elétrica, E representa o campo elétrico, 'e' representa a constante de stress e S é a tensão longitudinal aplicada.
Quando a aplicação de uma força F, o centro de equilíbrio das cargas positivas e negativas é deslocado, causando a polarização do material, e o consequente deslocamento de corrente.
Similarmente, considerações para o caso quando um campo elétrico E é aplicado mostram que um termo referente a stress adicional, -eE, aparece. Tem-se então a Lei de Hooke, T = cS:
{\displaystyle T=cS-eE\;}
Se as cargas de moléculas positivas e negativas possuem magnitudes diferentes, há uma polarização espontânea. Se uma molécula possui um momento de dipolo, este material exibe uma polarização iônica. Já no caso onde há somente um tipo de elemento, mas este é polarizável, temos o efeito de polarização eletrônica.
A piezoeletricidade apresenta relação entre propriedades elétricas (E, D) e mecânicas (S, T). O modelo de um sólido piezoelétrico apresenta quatro diferentes relações entre variáveis. Assumimos que {\displaystyle T=T(S,E)} e {\displaystyle D=D(S,E)}.  Assim, temos
{\displaystyle dT=\left({\frac {\partial T}{\partial S}}\right)dS+\left({\frac {\partial T}{\partial E}}\right)dE}
{\displaystyle dD=\left({\frac {\partial D}{\partial S}}\right)dS+\left({\frac {\partial D}{\partial E}}\right)dE}
onde todos os outros efeitos, tais como magnéticos e térmicos, assim como termos não-lineares, são ignorados.
Considerando o caso onde ao campo elétrico é aplicado sobre o material piezoelétrico (ao se colocar um material piezoelétrico num campo elétrico externo, as cargas elétricas da rede cristalina interagem com o mesmo e produzem tensões mecânicas), os segundos termos das equações acima enunciam o stress ou a tensão elétrica no material. Se o material não está confinado mecanicamente, a tensão será uma força de reação a força imposta pelo stress. Desta forma, a tensão altera a relação D e E, e assim a medição das propriedades elétricas dependentes das propriedades mecânicas. Do mesmo modo, uma tensão elétrica alterará a medição de propriedades mecânicas dependentes das propriedades elétricas. Em ambos os casos, isso demonstra a essência do acoplamento piezoelétrico. Para uma análise mais detalhada, deve-se comparar diferentes materiais piezoelétricos para identificar sua performance. Fatores como a eficiência do acoplamento a vibrações mecânicas, vibrações com campos elétricos externos, direção de aplicação do campo elétrico externo e demais, são resultados a serem considerados.
Num material piezoelétrico também interessam os seguintes coeficientes:
- Coeficiente de acoplamento eletro-mecânico:

{\displaystyle K^{2}} é definido como a variação de energia mecânica convertida em carga pela energia mecânica aplicada ao cristal, ou de modo similar, a energia elétrica convertida em energia mecânica pela energia elétrica aplicada ao cristal.
- Coeficiente Dielétrica: esta grandeza relaciona a quantidade de carga que uma das faces do cristal pode armazenar em relação à carga total armazenada, e que pode ser dissipada como corrente real. Existem duas constantes dielétricas: uma é a constante para o cristal livre e outra  para o cristal bloqueado:

{\displaystyle \varepsilon _{l}(1-K^{2})=\varepsilon _{b}}

## Aplicações

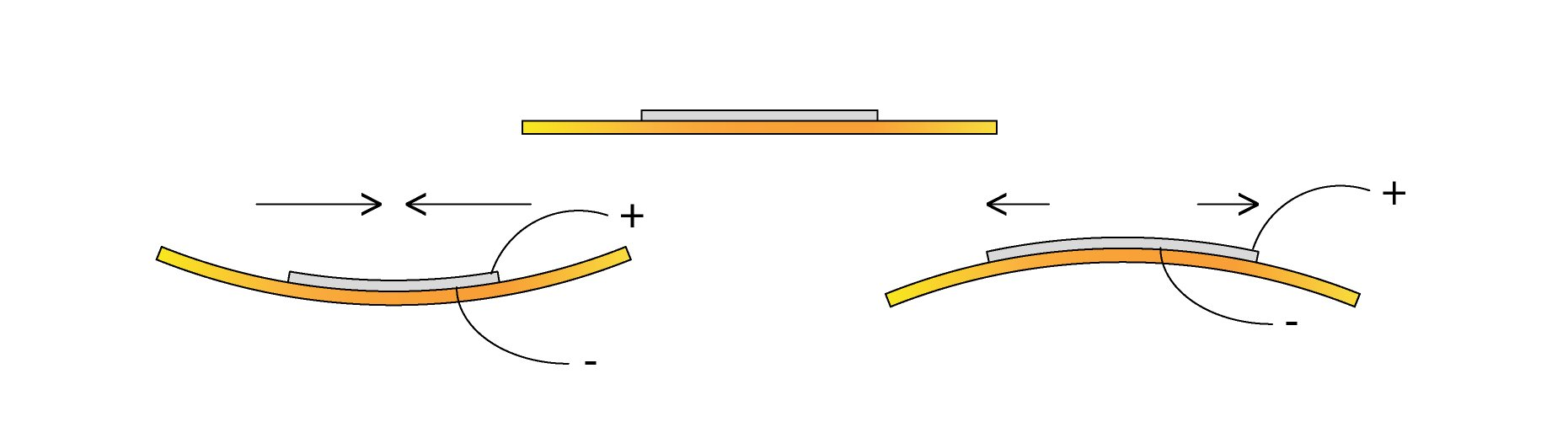
Cerâmicas piezoelétricas são utilizadas para converter sinais elétricos em ondas sonoras

O fenômeno piezoelétrico é encontrado em aplicações úteis, como a produção e detecção de som, a geração de tensões elevadas, geração de frequências eletrônicas, microbalanças e concentração ultrafina de conjuntos ópticos. É também a base de uma série de técnicas científicas instrumentais com resolução atômica (microscopia de varredura de sonda), e os usos cotidianos, como atuando como fonte de ignição para isqueiros de faísca elétrica, microfones, e as famosas "pílulas" ou cápsulas de guitarra (embora sejam utilizadas em guitarras acústicas, baixos, violoncelos e outros), que representam uma espécie de microfone. O projeto mais arrojado; porém, refere-se à utilização do materiais piezoelétricos em ruas e estradas, onde a pressão causada pela movimentação dos carros podem ser usados para gerar eletricidade de forma barata.
As transformações que ocorrem em cada material:
Exemplos de transformações mecânico-elétrica
- Medidor de pressão;
- Microfone;
- Isqueiro elétrico;
- Alarme antifurto;
- Agulha do toca-discos.

Exemplos de transformações elétrico-mecânicas
- Ultrassom;
- Nebulizadores;
- Aparelhos elétricos contra mosquitos;
- Alto-falantes;

### Sensores piezoelétricos

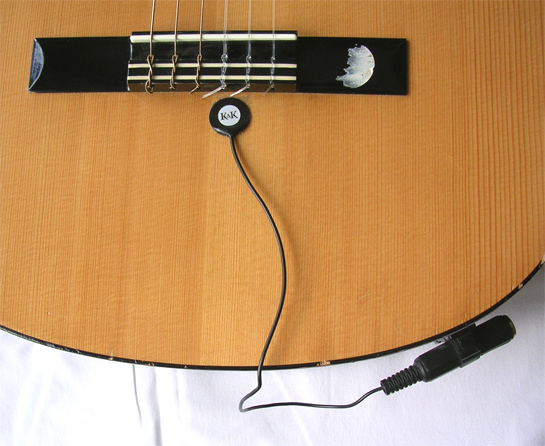
Piezoelétricos são utilizados como captadores de som

Os sensores piezoelétricos mensuram determinados parâmetros físicos, que estão na forma de tensão mecânica ou variações de cargas elétricas. Estes são utilizados para se medir pressão cardíaca e registrar os batimentos cardíacos, emitir ou recepcionar ultrassons a fim de visualizar órgãos humanos através da conversão da energia proveniente das ondas emitidas pelo funcionamento dos órgãos que faz vibrar uma lâmina de material piezoelétrico. Resumidamente, quando se aplica tensão mecânica, há o aparecimento de um potencial elétrico; quando a tensão aplicada for de natureza elétrica, temos uma deformação física.
O princípio de funcionamento de um sensor piezoelétrico reside no fato de que dada dimensão física, pela ação de uma força, é deformada. Dependendo da concepção de um sensor, "modos" diferentes de polarização sobre o elemento piezoelétrico podem ser usados (eles podem ser comprimidos transversalmente, longitudinalmente, ou pela ação de cisalhamento).
A detecção de variações de pressão sob a forma de ondas sonoras é a aplicação mais comum do sensor. Por exemplo, Microfone piezoelétricos, onde ondas sonoras batem no material piezoelétrico, criando uma tensão que varia. Captadores piezoelétricos funcionam pelo mesmo princípio em guitarras electro-acústicas.
Sensores piezoelétricos mais acurados são utilizados com som de alta freqüência (acima de 20000 Hz) em transdutores de ultrassom para imagens médicas. Cada transdutor possui uma freqüência de ressonância natural, tal que quanto menor a espessura do cristal que o compõem, maior será a sua frequência de vibração e melhor será o sinal que este gerará ou será capaz de emitir.
Para várias técnicas de detecção, o sensor pode atuar tanto como um sensor ou então como captador, sendo então preferencialmente chamado transdutor (termo preferido para descrever quando o dispositivo funciona com ambas aplicações). A maioria dos dispositivos piezoelétricos têm esta propriedade de reversibilidade, sendo que desta forma, materiais piezoelétricos são indiscriminadamente chamadas transdutores. Transdutores de ultrassom, por exemplo, pode projetam ondas de ultrassom no corpo humano, recebem a reverberação desta onda, com frequência diferente da emitida, convertendo-a em sinal elétrico (tensão).
A carga induzida {\displaystyle q} num material piezo é proporcional a força {\displaystyle f} aplicada.
onde {\displaystyle k} é uma constante piezoelétrica, com unidade Coulomb por Newton.
Os materiais piezoelétricos possuem resistência muito elevada, mas não infinita. Se uma deflexão for aplicada sobre o material, uma corrente infinitesimal seguirá por um circuito, preservando o sinal elétrico gerado pelo piezoelétrico, sendo que a voltagem gerada pode ser mensurada ou ativar outro sensor piezoelétrico deste circuito. Deve-se ressaltar que o sinal decai exponencialmente pela resistência do material piezo somado a resistência externa do circuito.

### Padrão de frequência
Materiais piezoelétricos são empregados em relógios como osciladores. Um cristal de quartzo, que utiliza uma combinação dos efeitos de piezoeletricidade direta e inversa para gerar uma série regular de impulsos elétricos cronometrado, que marcam o tempo. O cristal de quartzo (como qualquer material elástico) tem uma frequência natural definida com precisão (devido a sua forma e tamanho), e este é utilizado para estabilizar a frequência de uma tensão elétrica periódica aplicada ao cristal.
O mesmo princípio é aplicado em todos os transmissores e receptores de rádio, e em computadores onde ele cria um pulso de clock. Ambos costumam usar multiplicadores de frequência para atingir faixas gigahertz.

### Sonar
Pelos estudos de Leonardo DaVinci no século XV, temos uma descrição simplista, porém clara, da ação de um sonar:
Qualquer outra descrição difere somente em detalhes.
O estudo da natureza das ondas sonoras na água e o modo como elas se propagam permitiu com que se construíssem sistemas acústicos para observação e mapeamento de solos embaixo d'água. Sensores capazes de identificar a energia de ondas acústicas embaixo d'água são chamados Hidrofone, feitos a partir de materiais piezoelétricos.
Os sonares funcionam pela propagação de ondas acústicas (criadas através de sinais digitais eletrônicos) sendo que ele também recebe a volta o sinal acústico que emitiu. Construído com materiais piezoelétricos, este utiliza da energia das ondas para fazer vibrar (sonar) uma película fina que converte a energia proveniente das ondas reverberadas novamente em pulsos elétricos, mas agora com outras intensidades, que são então decodificados em um computador, tratadas, e gerar imagens de regiões abaixo d'água.
O método acústico na fabricação de sonares, o qual não envolve transformações eletroacústicas, representa o método mais rudimentar (baseado na descrição de DaVinci), sendo que este foi amplamente utilizado durante a Primeira Guerra Mundial. Virtualmente, todos os sistemas de sonares, os quais a energia é restrita a forma acústica são utilizados ainda para localizar um alvo quando este é uma fonte primária de som. Neste caso, capta-se apenas a energia proveniente da propagação destas ondas, para então transformá-las em sinas elétricos (através de materiais piezoelétricos) a serem interpretados.
Sonares eletroacústicos são muito mais utilizados, com uma gama maior de aplicações. Porém, para operar, o sonar eletroacústico deve estar parado, muito próximo do local a ser mapeado. Além disso, para ser interpretado, o som deve estar na faixa audível; quando a energia acústica é convertida em energia elétrica, uma vasta gama de equipamentos deve ser aplicada para criar um sinal com características específicas mais convenientes para que os dados possam ser lidos. Neste momento, transdutores como microfones, alto-falantes e fones-de-ouvido (que são excelentes sistemas quando utilizados com deslocamento de massas de ar) se mostram ineficientes com a energia das camadas de água, uma vez que a impedância acústica específica da água (magnitude da resposta a um estímulo) é 4000 vezes maior do que a do ar.
Os sonares eletroacústico são então sistemas muito sensíveis, e desta forma, também são muito suscetíveis a distúrbios e interferências na recepção do sinal. Este tipo de sonar, portanto, ainda é muito estudado e muitos materiais piezoelétricos são testado para que se consiga a melhor relação entre as dificuldades apresentadas por mares e oceanos e pela tecnologia empregada.

## História
Descoberto e realizado pelos irmãos Pierre e Jacques Curie na França, em 1880, o efeito piezoelétrico é apresentado em cristais. Os irmãos Curie, no entanto, não previram o efeito piezoelétrico inverso. O efeito inverso foi matematicamente deduzido de princípios fundamentais da termodinâmica por Gabriel Lippmann em 1881. Os Curie imediatamente confirmaram a existência do efeito inverso, o que evidenciou de forma quantitativa a reversibilidade completa de eletro-mecânico para as deformações em cristais piezoelétricos.
Nas décadas seguintes, a piezoeletricidade permaneceu como sendo uma curiosidade de laboratório. Mais trabalho foi feito para explorar e definir as estruturas cristalinas que tinham a propriedade de gerar corrente elétrica. Isso culminou, no ano de 1910, com a publicação do livro de Woldemar Voigt, Lehrbuch der Kristallphysik (Livro didático de física cristalina), que descreve 20 classes de cristais naturais capazes de gerar corrente quando submetidos a pressão mecânica, e rigorosamente definidas as constantes piezoelétricas usando análise tensorial.